# Black Snow
Black Snow és una sèrie de televisió dramàtica australiana ambientada en una comunitat australiana d'illes del mar del Sud al nord de Queensland. Ha estat doblada i subtitulada al català.

## Sinopsi
Thriller basat en el crim de l'Isabel Baker, assassinada en 1995 als 17 anys.

## Repartiment
- Travis Fimmel com a detectiu James Cormack
- Jemmason Power com a Hazel Baker
- Talijah Blackman-Corowa com a Isabel Baker
- Seini Willett com a Glenda Baker
- Eden Cassady com a Kalana Baker

## Recepció
Karl Quinn del Sydney Morning Herald va escriure "Black Snow és un cavall de Troia d'un espectacle. És un drama criminal eficaç que fa gairebé tot el que es pot demanar. Però a l'interior hi ha tota una legió d'idees més desafiants."[1] Luke Buckmaster de The Guardian li va donar 3 estrelles dient que és "un misteri d'assassinat majoritàriament ben fet que comença fort, però es queda sense gas a mesura que s'acosta al seu final ple de girs".